# Болотник заволжский
Боло́тник заво́лжский (лат. Callītriche transvolgēnsis) — однолетнее водное растение; вид рода Болотник (Callítriche), семейства Подорожниковые (Plantaginaceae).

## Ареал и среда обитания
Эндемик Прикаспийской низменности. Обитает в пресных и солоноватых временных водоемах.

## Описание
Однолетнее растение. Травянистое, водяное. Высота от 5 до 30 см высотой, с тонким стеблем и супротивными цельными листьями без прилистников, все листья погруженные, широколинейные, близ основания немного расширенные, полупрозрачные, с одной жилкой, на верхушке выемчатые.
Цветки однополые, без околоцветника, расположены в пазухах листьев по 1—2; тычиночные цветки состоят из одной тычинки, пестичные имеют один двухгнёздный пестик, распадающийся при созревании плодов на 4 мерикарпия.
Плоды сидячие или на очень коротких ножках до 0,2 мм, 1,8 мм длиной и 1,4—1,7 мм шириной, по килям без волосков, но с широким крылом в верхней части. Созревание плодов в конце мая — начале июня.

## Охрана
Включен в Красную книгу Волгоградской области.